# Dikasterij za evangelizaciju
Dikasterij za evangelizaciju (tal. Dicastero per l'Evangelizzazione) dio je Rimske kurije i u službi je djela evangelizacije da Krist, svjetlo naroda, bude poznat i posvjedočen riječju i djelom i da se izgrađuje njegovo otajstveno Tijelo, a to je Crkva. Dikasterij je Rimske kurije koji je nadležan za temeljna pitanja evangelizacije u svijetu te za uspostavljanje, praćenje i potporu novih partikularnih Crkava, ne dovodeći u pitanje nadležnost Dikasterija za Istočne Crkve.
Sastoji se od dva odsjeka: Odsjeka za temeljna pitanja evangelizacije u svijetu i Odsjeka za prvu evangelizaciju i nove partikularne Crkve.
Dikasterijom za evangelizaciju izravno predsjeda Rimski prvosvećenik, a svakim od dva odsjeka u svoje ime i svojim ovlaštenjima upravlja pro-prefekt.
Prije reforme Rimske kurije od 2022., ovaj dikasterij nosio je ime Kongregacija za evangelizaciju narodā (lat. Congregatio pro gentium evangelisatione), odnosno, prije 1988. Sveta kongregacija za širenje vjere (lat. Sacra congregatio de propaganda fide).

## Povijest
Osnovao ju je 1622. godine papa Grgur XV. bulom Inscrutabili Divinae. Ovom je tijelu prepuštena briga za širenje katoličanstva i rješavanje katoličkih crkvenih pitanja u nekatoličkim zemljama. Kardinal prefekt ove kongregacije je bio poznat kao crveni papa, jer je ova institucija bila od ogromne važnosti zbog svojih zaduženja kao i zbog izvanrednog dosega svoga autoriteta i teritorija pod svojim nadleštvom.
U vrijeme njezina nastanka, razvijaju se velika kolonijalna carstva uglavnom od strane protestantskih zemalja Engleske i Nizozemske, koje su namjeravale širiti svoja protestantska učenja u novostečenim posjedima. Sveta je stolica uvidjela stvarnu opasnost od širenja protestantizma u kolonijama. Okončanjem Tridesetogodišnjega rata 1648. godine ustaljena je ravnoteža među kršćanskim konfesijama u Europi, no otvorila su se nova obzorja za evangelizaciju na ogromnim područjima u Aziji, Africi i Sjevernoj i Južnoj Americi koje su netom istražene.
Prije osnutka kongregacije, postojalo je u manjoj mjeri službeno povjerenstvo kardinala koje se bavilo pitanjima širenja vjere (propaganda fide), još od vremena pape Grgura XIII. (1572. – 1585.). Ono je bilo osobito zaduženo za promicanje unije starih istočnih kršćanskih zajednica (Slavena, Grka, Sirijaca, Egipćana i Etiopljana) s Rimom.
Smrt Grgura XV. sljedeće godine nije poremetilo rad organizacije, jer je sljedeći papa, Urban VIII. (1623. – 1644.), bio kardinal Barberini, jedan od trinaest prvotnih članova kongregacije. Pod Urbanom VIII. otvoreno je središnje sjemenište (Collegium urbanum) za obučavanje misionara. Kongregacija je također vodila višejezičnu tiskaru u Rimu, u kojoj je tiskala katekizme na raznim jezicima.
U izrazito protestantskim područjima djelovanje kongregacije smatrano je podrivačkim: prvi misionar je ubijen u Grisonsu (u Švicarskoj), u travnju 1622. godine.
Kardinali članovi kongregacije sastajali su se jednom tjedno. Dokumente su do 1657. pisali na latinskom, a od te godine na talijanskom. Tijekom svoga višestoljetnoga djelovanja, misionari Kongregacije za širenje vjere su skupili vrijednu zbirku predmeta koji su danas pohranjeni u Etnološkom misionarskom muzeju u sklopu Vatikanskoga muzeja.

## Prefekti
- Antonio Maria kardinal Sauli (1622.)
- Ludovico kardinal Ludovisi (1622. – 1632.)
- Antonio Marcello kardinal Barberini (1632. – 1671.)
- Paluzzo kardinal Paluzzi Altieri Degli Albertoni (1671. – 1698.)
- Carlo kardinal Berberini (1698. – 1704.)
- Giuseppe kardinal Sacripanti (1704. – 1727.)
- Vincenzo kardinal Petra (1727. – 1747.)
- Silvije kardinal Valenti Gonzaga (1747. – 1756.)
- Giuseppe kardinal Spinelli (1756. – 1763.)
- Giuseppe Maria kardinal Castelli (1763. – 1780.)
- Leonardo kardinal Antonelli (1780. – 1795.)
- Giacinto kardinal Sigismondo Gerdil (1795. – 1802.)
- Stefano kardinal Borgia (1802. – 1804.)
- Antonio kardinal Dugnani (1804. – 1805.)
- Michele kardinal di Pietro (1805. – 1814.)
- Lorenzo kardinal Litta (1814. – 1818.)
- Francesco kardinal Fontana (1818. – 1822.)
- Ercole kardinal Consalvi (proprefekt 1822. – 1824., prefekt 1824.)
- Giulio Maria kardinal della Somaglia (proprefekt 1824. – 1826.)
- Mauro kardinal Capellari (1826. – 1831.)
- Carlo Maria kardinal Pedicini (1831. – 1834.)
- Filippo kardinal Fransoni (1834. – 1856.)
- Allesandro kardinal Barnabo (1856. – 1874.)
- Alessandro kardinal Franchi (1874. – 1878.)
- Giovanni kardinal Simeoni (1878. – 1892.)
- Mieczysław kardinal Ledóchowski (1892. – 1902.)
- Girolamo Maria kardinal Gotti (1902. – 1916.)
- Domenico kardinal Serafini (proprefekt 1916., prefekt 1916. – 1918.)
- Willem Marinus kardinal van Rossum (1918. – 1932.)
- Pietro kardinal Fumasoni Biondi (1933. – 1960.)
- Samuel kardinal Stritch (proprefekt 1958.)
- Grégoire-Pierre kardinal Agagianian (proprefekt 1958. – 1960., prefekt 1960. – 1970.)
- Agnelo kardinal Rossi (1970. – 1984.)
- Dermot J. Ryan (proprefekt 1984. – 1985.)
- Jozef kardinal Tomko (1985. – 2001.)
- Crescenzio kardinal Sepe (2001. – 2006.)
- Ivan kardinal Dias (2006. – 2011.)
- Fernando kardinal Filoni (2011. – 2019.)
- Luis Antonio Tagle (2019. – 2022.)
- Papa Franjo (2022. – danas)
  - pro-prefekt Odsjeka za temeljna pitanja evangelizacije u svijetu: Salvatore Fisichella (2022. – danas)
  - pro-prefekt Odsjeka za prvu evangelizaciju i nove partikularne Crkve: Luis Antonio Tagle (2022. – danas)

## Napomene
1. ↑  Pojam »propaganda« nije imao negativan prizvuk sve do pojave nacionalističkih propagandnih kampanja u Prvom svjetskom ratu.

## Vanjske poveznice

### Sestrinski projekti
|  | Zajednički poslužitelj ima još gradiva o temi Kongregacija za evangelizaciju naroda |

### Mrežna mjesta
- www.vatican.va – Kongregation für die Evangelisierung der Völker (njem.) (engl.) (tal.) (port.) (šp.)
- LZMK / Hrvatska enciklopedija: Zbor za širenje vjere
- IKA – U Vatikanu predstavljena proslava Svjetskog dana misija (objavljeno 21. listopada 2021.)